# サイズモ系
サイズモ系（seismic system）もしくはサイズモ振動系は、振動する基礎とそれに対してばね要素を介して取り付けられている質量要素からなる振動系である。あるいは、そのような振動系と振動測定を行う指針を備えたものを指す。振動測定における変位計や加速度計の原理として応用され、非接触式の振動測定センサの多くがサイズモ系の原理を利用している。

## 運動方程式と応答

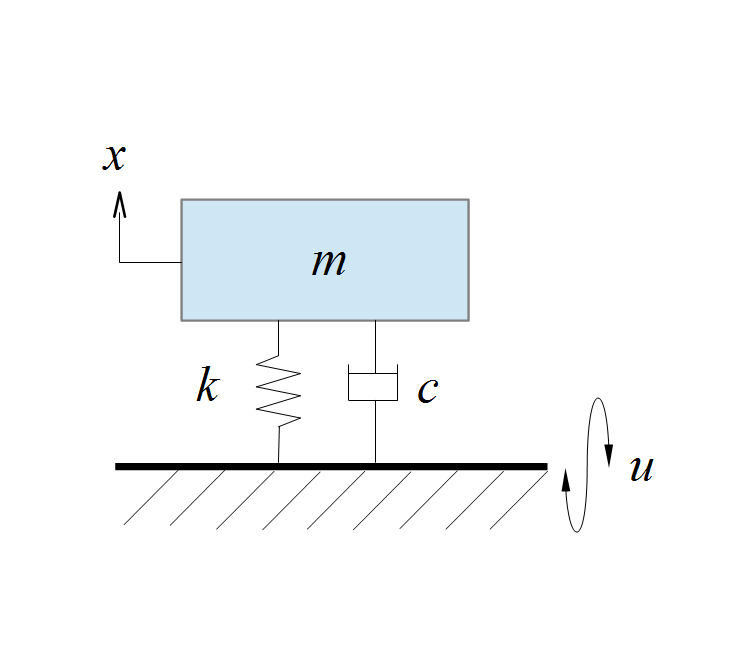
サイズモ系のモデル

サイズモ系は、1つの質量要素と、これを弾性要素、減衰要素で並列に支える基礎から構成される。さらに、振動は変位振動として基礎に与えられる。このような基礎側から振動が伝わる系を基礎励振系とも呼ぶ。
弾性要素と減衰要素が各1つの場合、運動方程式は以下のように得られる。
{\displaystyle m{\ddot {x}}+c({\dot {x}}-{\dot {u}})+k(x-u)=0}
ここで、m：質量、c：減衰係数、k：ばね定数、x：質量の平衡点からの距離で、上付きドットは時間微分である。さらに u は基礎の変位で、例として、以下のような単純な調和振動を行うとする。
{\displaystyle u=u_{0}\cos(\Omega t)}
ここで、u0：変位振幅、Ω：変位振動の角振動数、t：時間である。上式を相対変位 xr = x − u で置き換えると、
{\displaystyle m{\ddot {x}}_{r}+c{\dot {x}}_{r}+kx_{r}=-m{\ddot {u}}=mu_{0}\Omega ^{2}\cos(\Omega t)}
さらに以下のように変形を行う。
{\displaystyle {\ddot {x}}_{r}+2\zeta \omega _{n}{\dot {x}}_{r}+\omega _{n}^{2}x_{r}=u_{0}\Omega ^{2}\cos(\Omega t)}
ここで、{\displaystyle c_{c}=2{\sqrt {mk}}} 、{\displaystyle \zeta =c/c_{c}} 、{\displaystyle \omega _{n}={\sqrt {k/m}}} である。
この方程式の解の定常項は以下のように書き表される。
{\displaystyle x_{r}=u_{0}\nu ^{2}M_{d}\cos(\Omega t+\phi )}
{\displaystyle M_{d}={\frac {1}{\sqrt {(1-\nu ^{2})^{2}+(2\zeta \nu )^{2}}}}}
{\displaystyle \phi =\arctan(-{\frac {2\zeta \nu }{1-\nu ^{2}}})}
{\displaystyle \nu =\Omega /\omega _{n}}
ただし、ここでは −π < φ < 0である。
上式により質点変位 x は以下のように得られる。
{\displaystyle {\begin{alignedat}{3}x&=x_{r}+u\\&=u_{0}\nu ^{2}M_{d}\cos(\Omega t+\phi )+u_{0}\cos(\Omega t)\\&=u_{0}T_{r}\cos(\Omega t+\phi +\psi )\\\end{alignedat}}}
{\displaystyle T_{r}={\frac {\sqrt {1+(2\zeta \nu )^{2}}}{\sqrt {(1-\nu )^{2}+(2\zeta \nu )^{2}}}}}
{\displaystyle \psi =\arctan(2\zeta \nu )}
ここで、Tr は、基礎の変位振幅 u0 と質点変位振幅 X0 の比を意味しており、変位伝達率とよぶ。
{\displaystyle T_{r}=X_{0}/u_{0}}

## 変位計の測定原理
系の固有角振動数 ωn が基礎変位振動の角振動数 Ω と比較して十分小さいとき、すなわち ν → ∞ と見なせるときを考える。このとき、
{\displaystyle \nu ^{2}M_{d}={\frac {\nu ^{2}}{\sqrt {(1-\nu ^{2})^{2}+(2\zeta \nu )^{2}}}}\rightarrow 1}
{\displaystyle \phi \rightarrow -\pi }
なので、相対変位 xr は近似的に以下のように書き表される。
{\displaystyle x_{r}\approx u_{0}\cos(\Omega t-\pi )=-u_{0}\cos(\Omega t)=-u}
この関係を用いれば、サイズモ系内の相対変位から、サイズモ系を設置する基礎の変位量を得ることができる。このような測定原理によるものをサイズモ型振動変位計と呼ぶ。ωn が Ω と比較して十分小さいとき上記の原理が成り立つが、具体的な1つの目安としては、おおよそ ν > 2 あるいは ν > 3 である。サイズモ系の固有振動数は 
{\displaystyle \omega _{n}={\sqrt {k/m}}}
であるので、質量を大きく、ばね定数を小さくすればよい。

## 加速度計の測定原理
系の固有角振動数 ωn が基礎変位振動の角振動数 Ω と比較して十分大きいとき、ν → 0 と見なせるときを考える。このとき、
{\displaystyle M_{d}={\frac {1}{\sqrt {(1-\nu ^{2})^{2}+(2\zeta \nu )^{2}}}}\rightarrow 1}
{\displaystyle \phi \rightarrow 0}
なので、相対変位 xr は近似的に以下のように書き表される。
{\displaystyle x_{r}\approx u_{0}\nu ^{2}\cos(\Omega t)={\frac {u_{0}\Omega ^{2}\cos(\Omega t)}{\omega _{n}^{2}}}=-{\frac {\ddot {u}}{\omega _{n}^{2}}}}
よって、この関係を用いて、サイズモ系内の相対変位から、サイズモ系を設置する基礎の加速度を得ることができる。このような測定原理によるものをサイズモ型振動加速度計と呼ぶ。ωn が Ω と比較して十分大きいとき上記の原理が成り立つが、具体的な1つの目安としては、おおよそ ν < 0.5 あるいは ν < 0.2 である。サイズモ系の固有振動数は {\displaystyle \omega _{n}={\sqrt {k/m}}} なので、加速度計として利用の場合は、質量を小さく、ばね定数を大きくすればよい。
測定しようとする振動が高調波を含む場合は、測定にずれが生じ、場合によってはサイズモ系質量体に共振が生じる。減衰が無い場合は Ω が ωn に近づくほど測定のずれが大きくなり、Ω = ωn で共振が発生してサイズモ系質量体の振動が発散してしまう。このような場合への対応として、サイズモ系に減衰を持たせる必要がある。減衰を与えることで、Ω が ωn に近づいても測定のずれが少ないように加速度計の特性を調整することができる。

## 利点と実用
サイズモ系による振動測定以外の方法は、振動測定対象物（上記の説明における基礎）の振動と無縁な、空間的に位置が不動の点をつくり、このような不動点から振動測定対象物の相対振動を測定する方法である。このような種類の振動測定センサは非接触タイプと呼ばれる。不動点が利用できれば、振動測定は容易である。しかし、このような不動点による測定は、多くの実際の測定状況では難しい。そのため、サイズモ系の原理による測定が活用される。サイズモ系原理のセンサであれば、測定対象物自体に設置して用いることができる。非接触タイプ以外の測定対象物に設置する種類のセンサを接触タイプというが、ほとんどの接触タイプセンサは、サイズモ系を測定原理として加速度や変位を利用している。
サイズモ系原理に測定は、特に加速度計として利用されている。サイズモ系原理の加速度計で実用されているものの中では、圧電式加速度計がよく利用されている。圧電式加速度計では圧力が加わると起電力が発生する圧電素子を利用する。サイズモ系の質量に加わる慣性力から電気信号を発生させ、それから加速度を測定する。その他には、コイルの起電力を利用するものや、ひずみゲージを利用するものがある。